# Gern (Gemeinde Brand-Laaben)
Gern ([ɡɛʁn] ) ist eine Ortschaft und Katastralgemeinde in der Gemeinde Brand-Laaben, Niederösterreich.

## Geografie
Die Streusiedlung Gern liegt südwestlich von Laaben und ist von der Landesstraße L119 über die L5096 erreichbar.

## Geschichte
Im Franziszeischen Kataster von 1821 ist Gern mit einigen zerstreuten Gebäuden verzeichnet. Laut Adressbuch von Österreich waren im Jahr 1938 in Gern ein Gastwirt, ein Tischler und einige Landwirte ansässig.